# Jean-Baptiste Trevizano
Jean-Baptiste Trevizano est un diplomate de la seconde moitié du XVe siècle, secrétaire du sénat de la république de Venise.
Cette dernière faisait montre d'une activité diplomatique intense dans ses rapports avec la Horde d'or et son khan Ahmad. L'objectif visé par cette activité était de chercher à trouver un allié puissant qui puisse arrêter l'avance du sultanat turque dont Mehmed II est à la tête. En 1470, le sénat entend le rapport de l'aventurier Jean-Baptiste de la Volpe appelé en Russie Ivan Friazine, qui annonce qu'il est possible qu'Ahmad mette 200 000 hommes en armes à disposition pour les opérations militaires souhaitées par Venise.

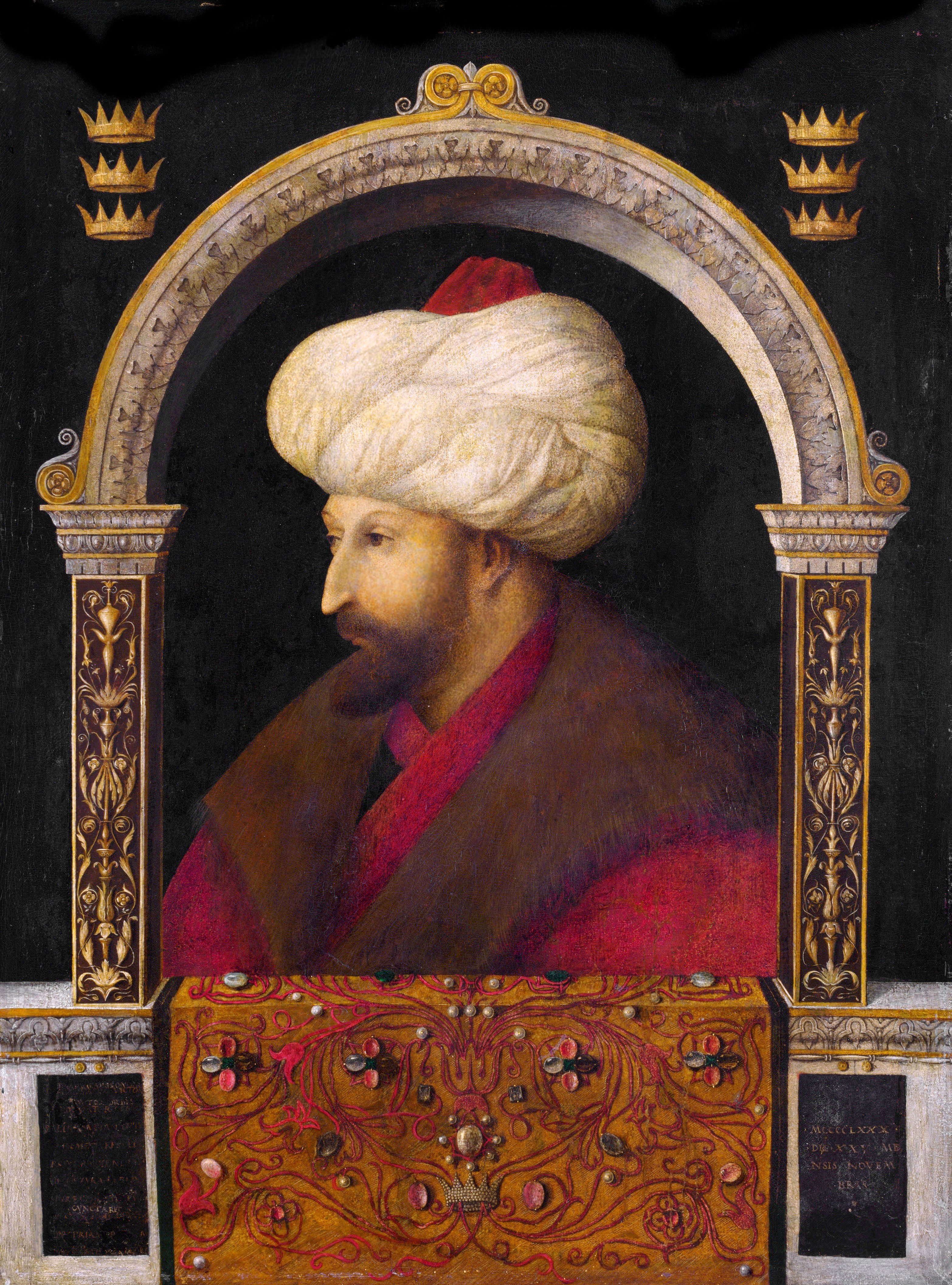
Mehmed II par Gentile Bellini sultan de l'Empire ottoman

En 1471, la sénat envoie Jean-Baptiste Trevizano à Ahmad pour lui proposer une alliance anti-ottomane. Mais l'ambassadeur est retenu pendant trois ans à Moscou si bien qu'il ne rencontre Ahmad qu'en 1474. Pendant ce temps, Jean-Baptiste de la Volpe, dit Ivan Frazine, part à la rencontre du Khan Ahmed en 1472 et revient avec un projet d'alliance contre les ottomans et des opérations militaires sur le territoire de la Hongrie à condition de recevoir une paiement annuel de la république de Venise de 10 000 ducats, plus un forfait de 6 000 ducats comme acompte. Le sénat de la république de Venise reste sceptique à propos de ce rapport. Toutefois, en 1476, quand Jean-Baptiste Trevizano revient à Venise avec deux ambassadeurs du Khan Ahmad, le sénat prend la décision d'entrer en guerre contre les ottomans de Mehmed II par la région du Danube et renvoie Trevizano avec 2 000 ducats vers le Khan. Mais le roi de Pologne et grand-duc de Lituanie Casimir IV Jagellon, est fort hostile à cette décision dont l'action se passerait sur des régions contrôlées à l'époque par la Pologne et la Lituanie, le long de la mer Noire. Trevizano est rappelé par le sénat vénitien en 1477 alors qu'il n'était encore arrivé qu'en Pologne.